# Coalville (Iowa)
Coalville es un lugar designado por el censo ubicado en el condado de Webster en el estado estadounidense de Iowa. En el Censo de 2010 tenía una población de 610 habitantes y una densidad poblacional de 104,26 personas por km².

## Geografía
Coalville se encuentra ubicado en las coordenadas 42°26′25″N 94°6′57″O / 42.44028, -94.11583. Según la Oficina del Censo de los Estados Unidos, Coalville tiene una superficie total de 5.85 km², de la cual 5.66 km² corresponden a tierra firme y (3.28%) 0.19 km² es agua.

## Demografía
Según el censo de 2010, había 610 personas residiendo en Coalville. La densidad de población era de 104,26 hab./km². De los 610 habitantes, Coalville estaba compuesto por el 92.79% blancos, el 1.64% eran afroamericanos, el 0.49% eran amerindios, el 0.16% eran asiáticos, el 0% eran isleños del Pacífico, el 0.33% eran de otras razas y el 4.59% pertenecían a dos o más razas. Del total de la población el 3.11% eran hispanos o latinos de cualquier raza.